# 玉井正夫
玉井 正夫（たまい まさお、1908年〈明治41年〉10月3日 - 1997年〈平成9年〉5月26日）は、日本の撮影監督。愛媛県松山市出身。

## 来歴・人物
1924年（大正13年）に大阪写真塾を出て帝国キネマ小坂撮影所に入り、1928年（昭和3年）に市川右太衛門プロダクションに移って『野獣』でデビュー。1932年（昭和7年）には日本映画撮影監督協会設立に参加。1933年（昭和8年）には日本カメラマン協会を設立。1936年（昭和11年）にJ.O.スタヂオに転じる。その後、J.O.スタヂオがP.C.Lなどと合併して発足した東宝に所属し、東宝の看板撮影監督の一人となった。特に成瀬巳喜男監督とのコンビで、数々の名作にカメラマンとして就いた。『ゴジラ』の監督を務めた本多猪四郎は、玉井を正攻法で撮るベテランであったと評している。1961年（昭和36年）に第一光映社に転属。1965年（昭和40年）に現役を引退し、後進の育成に務めた。
本多とは隣に住んでいた時期もあり、家族ぐるみの付き合いがあったという。
1997年5月26日午前5時20分に心不全のため死去（享年88歳）。

## 作品
- 大大阪観光（1937年）
- 沼津兵学校（1939年）
- 武蔵野夫人（1951年）
- めし（1951年）[3]
- 山の音（1954年）[3]
- 芸者小夏（1954年）
- 晩菊（1954年）
- ゴジラ（1954年）[3][4]
- 夏目漱石の三四郎（1955年）
- 浮雲（1955年）[3]
- 流れる（1956年）[3]
- 妻の心（1956年）
- 驟雨（1956年）
- 妻の心（1956年）
- 鰯雲（1958年）
- 社長太平記（1959年）
- コタンの口笛（1959年）[3]
- 墨東綺譚（1960年）
- 女が階段を上る時（1960年）
- クレージー作戦 先手必勝（1963年）
- 天国と地獄（1963年・撮影応援）

## 受賞歴
- 1951年　-　毎日映画コンクール撮影賞『めし』[1]